# Mia (Musikgruppe)/Diskografie
Diese Diskografie ist eine Übersicht über die musikalischen Werke der deutschen Elektropop-Band Mia. Den Schallplattenauszeichnungen zufolge hat sie bisher mehr als 650.000 Tonträger verkauft. Ihre erfolgreichste Veröffentlichung ist die Single Tanz der Moleküle mit über 300.000 verkauften Einheiten.

## Alben

### Studioalben
| Jahr | Titel Musiklabel                               | Höchstplatzierung, Gesamtwochen, AuszeichnungChartplatzierungen (Jahr, Titel, Musiklabel, Platzierungen, Wochen, Auszeichnungen, Anmerkungen) | Höchstplatzierung, Gesamtwochen, AuszeichnungChartplatzierungen (Jahr, Titel, Musiklabel, Platzierungen, Wochen, Auszeichnungen, Anmerkungen) | Höchstplatzierung, Gesamtwochen, AuszeichnungChartplatzierungen (Jahr, Titel, Musiklabel, Platzierungen, Wochen, Auszeichnungen, Anmerkungen) | Anmerkungen                                             |
| Jahr | Titel Musiklabel                               | DE | AT | CH | Anmerkungen                                             |
| ---- | ---------------------------------------------- | --- | --- | --- | ------------------------------------------------------- |
| 2002 | Hieb & Stichfest Columbia Records (Sony)       | DE43 (2 Wo.)DE | — | — | Erstveröffentlichung: 5. August 2002                    |
| 2004 | Stille Post Columbia Records (Sony BMG)        | DE13 Gold · (19 Wo.)DE | AT19 (11 Wo.)AT | — | Erstveröffentlichung: 8. März 2004 Verkäufe: + 100.000  |
| 2006 | Zirkus Columbia Records (Sony BMG)             | DE2 Gold · (28 Wo.)DE | AT8 (18 Wo.)AT | CH68 (1 Wo.)CH | Erstveröffentlichung: 21. Juli 2006 Verkäufe: + 100.000 |
| 2008 | Willkommen im Club Columbia Records (Sony BMG) | DE4 (10 Wo.)DE | AT9 (9 Wo.)AT | CH31 (2 Wo.)CH | Erstveröffentlichung: 5. September 2008                 |
| 2012 | Tacheles Island Records (UMG)                  | DE3 (16 Wo.)DE | AT14 (9 Wo.)AT | CH44 (1 Wo.)CH | Erstveröffentlichung: 9. März 2012                      |
| 2015 | Biste Mode We Love Music (UMG)                 | DE12 (3 Wo.)DE | AT67 (1 Wo.)AT | — | Erstveröffentlichung: 22. Mai 2015                      |
| 2020 | Limbo Four Music (Sony)                        | DE49 (4 Wo.)DE | — | — | Erstveröffentlichung: 27. März 2020                     |

### EPs
| Jahr | Titel Musiklabel                                  | Höchstplatzierung, Gesamtwochen, AuszeichnungChartplatzierungen (Jahr, Titel, Musiklabel, Platzierungen, Wochen, Auszeichnungen, Anmerkungen) | Höchstplatzierung, Gesamtwochen, AuszeichnungChartplatzierungen (Jahr, Titel, Musiklabel, Platzierungen, Wochen, Auszeichnungen, Anmerkungen) | Höchstplatzierung, Gesamtwochen, AuszeichnungChartplatzierungen (Jahr, Titel, Musiklabel, Platzierungen, Wochen, Auszeichnungen, Anmerkungen) | Anmerkungen                              |
| Jahr | Titel Musiklabel                                  | DE | AT | CH | Anmerkungen                              |
| ---- | ------------------------------------------------- | --- | --- | --- | ---------------------------------------- |
| 2001 | Factory City Eigenvertrieb                        | — | — | — | Erstveröffentlichung: 2001 limitierte EP |
| 2003 | Was es ist Columbia Records (Sony BMG)            | DE50 (6 Wo.)DE | — | — | Erstveröffentlichung: 11. September 2003 |
| 2014 | Queen (Remixes) R.O.T – RespectOrTolerate (UMG)   | — | — | — | Erstveröffentlichung: 2014               |
| 2014 | Nein! Nein! Nein! R.O.T – RespectOrTolerate (UMG) | — | — | — | Erstveröffentlichung: 26. September 2014 |

## Singles

### Als Leadmusiker
| Jahr | Titel Album                     | Höchstplatzierung, Gesamtwochen, AuszeichnungChartplatzierungen (Jahr, Titel, Album, Platzierungen, Wochen, Auszeichnungen, Anmerkungen) | Höchstplatzierung, Gesamtwochen, AuszeichnungChartplatzierungen (Jahr, Titel, Album, Platzierungen, Wochen, Auszeichnungen, Anmerkungen) | Höchstplatzierung, Gesamtwochen, AuszeichnungChartplatzierungen (Jahr, Titel, Album, Platzierungen, Wochen, Auszeichnungen, Anmerkungen) | Anmerkungen                                                                                            |
| Jahr | Titel Album                     | DE | AT | CH | Anmerkungen                                                                                            |
| ---- | ------------------------------- | --- | --- | --- | --- |
| 1999 | Sugar My Skin –                 | — | — | — | Erstveröffentlichung: 11. Oktober 1999                                                                 |
| 2002 | Alles neu Hieb und Stichfest    | DE78 (4 Wo.)DE | — | — | Erstveröffentlichung: 21. Mai 2002 Neuauflage: 7. April 2017 (mit Balbina)                             |
| 2002 | Verrückt Hieb und Stichfest     | — | — | — | Erstveröffentlichung: 26. August 2002                                                                  |
| 2003 | Kreisel Hieb und Stichfest      | — | — | — | Erstveröffentlichung: 24. Februar 2003 Neuauflage: 29. September 2017 (mit Nisse)                      |
| 2004 | Hungriges Herz Stille Post      | DE24 (12 Wo.)DE | AT58 (10 Wo.)AT | — | Erstveröffentlichung: 2. Februar 2004 Neuauflage: 7. Juli 2017 (mit Madsen)                            |
| 2004 | Ökostrom Stille Post            | DE71 (3 Wo.)DE | — | — | Erstveröffentlichung: 14. Juni 2004                                                                    |
| 2004 | Sonne Stille Post               | DE89 (2 Wo.)DE | — | — | Erstveröffentlichung: 27. September 2004                                                               |
| 2006 | Tanz der Moleküle Zirkus        | DE19 Platin · (41 Wo.)DE | AT32 (24 Wo.)AT | — | Erstveröffentlichung: 19. Mai 2006 Verkäufe: + 300.000                                                 |
| 2006 | Uhlala (Damit du fühlst) Zirkus | DE86 (2 Wo.)DE | — | — | Erstveröffentlichung: 22. September 2006                                                               |
| 2007 | Zirkus                          | DE55 (9 Wo.)DE | AT64 (2 Wo.)AT | — | Erstveröffentlichung: 12. Januar 2007                                                                  |
| 2007 | Engel Zirkus                    | DE76 (5 Wo.)DE | — | — | Erstveröffentlichung: 13. Juli 2007                                                                    |
| 2008 | Mein Freund Willkommen im Club  | DE15 (12 Wo.)DE | AT33 (14 Wo.)AT | — | Erstveröffentlichung: 11. Juli 2008                                                                    |
| 2008 | Mausen Willkommen im Club       | DE70 (3 Wo.)DE | — | — | Erstveröffentlichung: 5. Dezember 2008                                                                 |
| 2012 | Fallschirm Tacheles             | DE11 Gold · (16 Wo.)DE | AT43 (4 Wo.)AT | — | Erstveröffentlichung: 24. Februar 2012 Neuauflage: 26. Mai 2017 (mit Gregor Meyle) Verkäufe: + 150.000 |
| 2012 | Immer wieder Tacheles           | — | — | — | Erstveröffentlichung: 25. Mai 2012                                                                     |
| 2014 | Geld/Bling Biste Mode           | — | — | — | Erstveröffentlichung: 3. Januar 2014 mit Tangowerk                                                     |
| 2015 | Lauffeuer Biste Mode            | — | — | — | Erstveröffentlichung: 1. Mai 2015                                                                      |
| 2019 | KopfÜber Limbo                  | — | — | — | Erstveröffentlichung: 20. September 2019                                                               |
| 2020 | Limbo                           | — | — | — | Erstveröffentlichung: 24. Januar 2020                                                                  |
| 2020 | No Bad Days Limbo               | — | — | — | Erstveröffentlichung: 20. März 2020                                                                    |

### Als Gastmusiker
| Jahr | Titel Album                           | Höchstplatzierung, Gesamtwochen, AuszeichnungChartplatzierungen (Jahr, Titel, Album, Platzierungen, Wochen, Auszeichnungen, Anmerkungen) | Höchstplatzierung, Gesamtwochen, AuszeichnungChartplatzierungen (Jahr, Titel, Album, Platzierungen, Wochen, Auszeichnungen, Anmerkungen) | Höchstplatzierung, Gesamtwochen, AuszeichnungChartplatzierungen (Jahr, Titel, Album, Platzierungen, Wochen, Auszeichnungen, Anmerkungen) | Anmerkungen                                                             |
| Jahr | Titel Album                           | DE | AT | CH | Anmerkungen                                                             |
| ---- | ------------------------------------- | --- | --- | --- | ----------------------------------------------------------------------- |
| 2013 | Freakin’ Out Dein Song 2013 (Sampler) | DE63 (1 Wo.)DE | — | — | Erstveröffentlichung: 22. März 2013 Lina Larissa Strahl & MiA.          |
| 2024 | Wie weit Long Player                  | — | — | — | Erstveröffentlichung: 16. August 2024 Die Fantastischen Vier feat. MiA. |

## Musikvideos
| Jahr | Titel                                      | Regisseur(e)                            |
| ---- | ------------------------------------------ | --------------------------------------- |
| 2001 | Factory City                               | Peter ‘Pepe’ Pippig                     |
| 2002 | Alles neu                                  |                                         |
| 2002 | Verrückt                                   |                                         |
| 2002 | Auferstanden aus Ruinen                    |                                         |
| 2003 | Kreisel                                    |                                         |
| 2003 | Was es ist                                 |                                         |
| 2004 | Hungriges Herz                             | Frederic Detjens                        |
| 2004 | Ökostrom                                   |                                         |
| 2004 | Sonne                                      |                                         |
| 2006 | Tanz der Moleküle                          | Frederic Detjens                        |
| 2006 | Zirkus                                     | Frederic Detjens                        |
| 2006 | Uhlala                                     |                                         |
| 2007 | Engel                                      |                                         |
| 2008 | Mein Freund                                |                                         |
| 2008 | Mausen                                     |                                         |
| 2012 | Fallschirm                                 |                                         |
| 2012 | Immer wieder                               |                                         |
| 2013 | Freakin’ Out                               | Andreas Z. Simon                        |
| 2014 | Geld/Bling                                 |                                         |
| 2014 | Queen                                      |                                         |
| 2014 | Nein! Nein! Nein!                          |                                         |
| 2015 | Lauffeuer                                  | Sofia Bavas                             |
| 2015 | Biste Mode                                 |                                         |
| 2017 | Alles Neu 2017                             | Balbina                                 |
| 2017 | Fallschirm 2017                            |                                         |
| 2017 | Hungriges Herz 2017                        | polkadot.berlin                         |
| 2017 | Tanz der Moleküle (Alle Farben 2017 Remix) | polkadot.berlin                         |
| 2017 | Kreisel 2017                               | sensible-pixel.de                       |
| 2017 | War Is Over                                | Christoph Heidrich, Benedikt Schnermann |
| 2019 | KopfÜber                                   | Dennis Todorovic                        |
| 2020 | Limbo                                      | Arrigo Reuss                            |
| 2020 | No Bad Days                                | Solomos Productions                     |
| 2024 | Wie weit                                   |                                         |

## Sonderveröffentlichungen

### Alben
| Jahr | Titel Musiklabel                           | Anmerkungen                                                     |
| ---- | ------------------------------------------ | --------------------------------------------------------------- |
| 2002 | Aufmisch R.O.T – RespectOrTolerate (R.O.T) | Erstveröffentlichung: 9. September 2002 limitierte 12″-Vinyl-EP |

### Lieder
| Jahr | Titel Album          | Anmerkungen                                                             |
| ---- | -------------------- | ----------------------------------------------------------------------- |
| 2024 | Wie weit Long Player | Erstveröffentlichung: 4. Oktober 2024 Die Fantastischen Vier feat. MiA. |

| Jahr | Titel Album                                  | Anmerkungen                                                                  |
| ---- | -------------------------------------------- | ---------------------------------------------------------------------------- |
| 2005 | I Am Disco (MIA. Remix) I Am Disco (Remixed) | Erstveröffentlichung: 13. Mai 2005 Interpretation: Rhythm King & Her Friends |

| Jahr | Titel Album                           | Anmerkungen                                                 |
| ---- | ------------------------------------- | ----------------------------------------------------------- |
| 2013 | Freakin’ Out Dein Song 2013           | Erstveröffentlichung: 22. März 2013 mit Lina Larissa Strahl |
| 2017 | Biste Mode Meylensteine Vol. 2        | Erstveröffentlichung: 28. April 2017 mit Gregor Meyle       |
| 2017 | Fallschirm 2017 Meylensteine Vol. 2   | Erstveröffentlichung: 28. April 2017 mit Gregor Meyle       |
| 2017 | Tanz der Moleküle Meylensteine Vol. 2 | Erstveröffentlichung: 28. April 2017 mit Gregor Meyle       |

| Jahr | Titel Soundtrack zu               | Anmerkungen                |
| ---- | --------------------------------- | -------------------------- |
| 2002 | Auferstanden aus Ruinen Führer Ex | Erstveröffentlichung: 2002 |

### Videoalben
| Jahr | Titel Musiklabel                               | Anmerkungen |
| ---- | ---------------------------------------------- | --- |
| 2007 | Zirkus. Die Zugabe Columbia Records (Sony BMG) | Erstveröffentlichung: 9. Februar 2007 erweiterte Fassung mit Bonus-DVD; Verkäufe werden dem Studioalbum hinzuaddiert |
| 2012 | Tacheles (Deluxe Edition) Island Records (UMG) | Erstveröffentlichung: 9. März 2012 erweiterte Fassung mit Bonus-DVD; Verkäufe werden dem Studioalbum hinzuaddiert    |

## Promoveröffentlichungen
| Jahr | Titel Album                                | Anmerkungen                                                      |
| ---- | ------------------------------------------ | ---------------------------------------------------------------- |
| 2002 | Machtspiele. Tanz drauf Hieb und Stichfest | Erstveröffentlichung: 30. April 2002 limitierte 10″-Vinyl-Single |
| 2012 | Das Haus (Neubau) Tacheles                 | Erstveröffentlichung: 2012                                       |

## Statistik

### Chartauswertung
|                     | DE    | AT    | CH    |
| ------------------- | ----- | ----- | ----- |
| Nummer-eins-Alben   | DE—DE | AT—AT | CH—CH |
| Top-10-Alben        | DE3DE | AT2AT | CH—CH |
| Alben in den Charts | DE8DE | AT5AT | CH3CH |

|                       | DE     | AT    | CH    |
| --------------------- | ------ | ----- | ----- |
| Nummer-eins-Singles   | DE—DE  | AT—AT | CH—CH |
| Top-10-Singles        | DE—DE  | AT—AT | CH—CH |
| Singles in den Charts | DE13DE | AT5AT | CH—CH |

### Auszeichnungen für Musikverkäufe
Anmerkung: Auszeichnungen in Ländern aus den Charttabellen bzw. Chartboxen sind in ebendiesen zu finden.
| Land/RegionAuszeichnungen für Musikverkäufe (Land/Region, Auszeichnungen, Verkäufe, Quellen) | Gold     | Platin  | Verkäufe | Quellen           |
| -------------------------------------------------------------------------------------------- | -------- | ------- | -------- | ----------------- |
| Deutschland (BVMI)                                                                           | 3× Gold3 | Platin1 | 650.000  | musikindustrie.de |
| Insgesamt                                                                                    | 3× Gold3 | Platin1 |          |                   |